# نجد منيح (بعدان)

تعديل مصدري - تعديل

نجد منيح محلة تابعة لقرية المشاعر، التابعة لعزلة ضابي بمديرية بعدان إحدى مديريات محافظة إب في الجمهورية اليمنية، بلغ تعداد سكانها 57 حسب تعداد اليمن لعام 2004.